# شبیروو
شبیروو (به چکی: Šebířov) یک منطقهٔ مسکونی در جمهوری چک است که در منطقه تابور واقع شده‌است. شبیروو ۲۳٫۲۲ کیلومتر مربع مساحت و ۳۸۶ نفر جمعیت دارد و ۴۱۰ متر بالاتر از سطح دریا واقع شده‌است.